# Mustapha Lakhsem
 (octobre 2020).
Si vous disposez d'ouvrages ou d'articles de référence ou si vous connaissez des sites web de qualité traitant du thème abordé ici, merci de compléter l'article en donnant les références utiles à sa vérifiabilité et en les liant à la section « Notes et références ».
Mustafa Lakhsem (en arabe : مصطفى الخصم) est un champion du monde de full-contact et de kick-boxing. Doté d'un potentiel inné, conjugué à son professionnalisme, ce Marocain né a Hanau, Allemagne d'une famille venant du Moyen Atlas, le 19 septembre 1972, a été plusieurs fois champion du monde de kickboxing, de full-contact et de savate.
Surnommé « L'hélicoptère », ou « Tiger of the Rings », il a collecté une multitude de titres nationaux, européens et mondiaux.
Il est ensuite devenu maire d'Imouzzer Kandar.

## Palmarès
- Il a gagné 73 combats dont 30 par K.O, et en a perdu 5.
  - 10 fois champion du maroc kickboxing.
  - 10 fois champion du maroc full-contact.
  - 3 fois champion d'afrique full-contact.
  - 3 fois champion du monde kickboxing -WA-.
  - champion du monde kickboxing -WAKO PRO-.
  - champion du monde kickboxing -WKPL-.
  - champion d'Afrique savate.-
  - 4 fois champion du monde professionnel full-contact -WAKO PRO-
  - 1 fois champion du monde professionnel full-contact -WKN-
  - champion du monde professionnel full-contact (WKN, WAKO PRO).
  - enfin champion du monde professionnel full-contact -WAKO PRO- à Fès le 5 juin 2010, il a gagné son combat face au Russe Rebekin ALEXY

| 2010        | Champion du Monde Full Contact                                           |
| 2008        | Champion du Monde Kick-Boxing                                            |
| 2007        | Champion du Monde Kick-Boxing                                            |
| 2006        | Champion du Monde Full Contact                                           |
| 2005        | Champion du Monde Full Contact                                           |
| 2004        | Champion du Monde Full contact                                           |
| 2003        | Champion du Monde Full contact                                           |
| 2002        | Champion du Monde Full Contact                                           |
| 2002        | Médaille de bronze championnat du monde en Thai-Boxing Bangkok Thaïlande |
| 2001        | Champion d’Afrique Savate                                                |
| 1997        | Champion du Monde Full Contact                                           |
| 1990 - 1994 | Champion du Monde Kick-Boxing                                            |
| 1990 - 1992 | Triple Champion d’Europe Full Contact                                    |
| 1988 - 1991 | Quadruple Champion d’Allemagne Kick-Boxing & Full Contact                |
| 1986        | Champion junior d’Allemagne en Taekwondo                                 |